# レイディックス
RADIX（レイディックス）は日本のアダルトビデオメーカー。有限会社アールが企画・制作を行い・自社流通を持ち全国販売を行っている。

## 概要
「お姉さん」「熟女」「ニューハーフ」などのジャンルをアダルト業界内で築きあげ、その後は「母乳」「巨乳」「ぽちゃ」「おしっこ」「スカトロ」「女装」など幅広いマニアックな作風で他社に無いジャンルを手掛ける「アダルト業界の異端児」的存在のアダルトビデオメーカーである。
また、同社が2010年よりプールクラブ（旧：ピーファクトリー）と正式に吸収合併し、同様にマニアックジャンルを強化すべく企画・制作を行い、自社流通に最も力を入れている。
2012年より、女優に名前を呼んでもらいオプションをつけカスタムできる「オーダーメイドオナニー」シリーズを展開。
2015年、業界初の民間資格日本男優AV検定や日本AV女優検定を作成。2019年にはAV男優のしみけんが受験し92点をとったことをTwitterで報告。2025年には、YouTubeで江頭2:50がAV男優検定を企画で取り上げた。

## 監督
- Mｇ☆yukky(エムジーユッキー)
- ISSEI(イッセイ)
- レジェンド☆MUKAI[5]
- 桜庭九心男(さくらば くしお)
- 菊淋(きくりん)
- 華美月(はなみずき)